# Pier Francesco Giambullari
Pier Francesco Giambullari (Firenze, 1495 – Firenze, 24 agosto 1555) è stato uno scrittore italiano.

## Biografia
Da giovane fu segretario di Madonna Alfonsina Orsini, poi godette il favore dei Medici e di Leone X, nel 1527  ebbe il canonicato della Basilica di San Lorenzo (Firenze) e fu custode e bibliotecario della Biblioteca Laurenziana. In gioventù scrisse i Canti carnascialeschi.
Nel 1540 fu uno dei fondatori dell'Accademia fiorentina, della quale successivamente fu Censore e Consolo e per essa scrisse le Lezioni, che comprendevano letture dantesche da lui fatte tra il 1541 e il 1548. Scrisse il  Trattatello del sito, forma et misure dello Inferno di Dante (1544). 
Nel 1552, scrisse la prima grammatica della lingua fiorentina redatta da un toscano: De la lingua che si parla e si scrive in Firenze. In essa stabilisce alcune regole che si affermeranno nell'italiano moderno, come ad esempio l'eliminazione dell'h etimologica (es. habbiamo), la quale assume la funzione esclusiva di distinguere gli omografi (ad esempio anno/hanno), o la preferenza per la grafia zi per ti (gratia>grazia).
Fu autore de Il Gello,  opera che deve il nome all'amico dello scrittore, Giovanni Battista Gelli, dove tratta dell'origine della lingua toscana, esponendo la sua bizzarra idea della discendenza del fiorentino dall'etrusco e di quest'ultimo dall'arameo.
Scrisse la Istoria dell'Europa che, iniziata dalla storia di Carlo Magno, arrivò fino all'anno 913 e non fu proseguita, a causa della sua morte.  Alcuni paragrafi della 'Istoria dell'Europa parlano de Gli Ungheresi nel nono secolo, (Lib.I) ; Battaglia tra Arnolfo re de' Germani, e Suembaldo re di Moravia; e morte di quest'ultimo (Ivi); Come Alberto duca di Bamberga fu ingannato dal vescovo di Magonza (Lib. II); Rapimento di dodici spose veneziane (Lib. V); Battaglia vinta da Boleslao duca di Boemia sopra i Sassoni e i Mersaburi (Lib.VI); Di una vendetta che fece il conte Garzinferrando di Castiglia (ivi).